# Liste der Mitglieder der Internationalen Organisation der Obersten Rechnungskontrollbehörden
Liste der Mitglieder der Internationalen Organisation der Obersten Rechnungskontrollbehörden:

## Nationale Mitglieder
| Land                               | Name der Behörde                                                                                   | Leiter                                                  |
| ---------------------------------- | -------------------------------------------------------------------------------------------------- | ------------------------------------------------------- |
| Afghanistan                        | The Control and Audit Office of the Transitional Government of the Islamic Republic of Afghanistan | Mohammad Sharif Sharifi                                 |
| Ägypten                            | Central Auditing Organization                                                                      | Hesham Genena                                           |
| Albanien                           | Kontrolli i Larte i Shtetit                                                                        | Bujar Leskaj                                            |
| Algerien                           | Cour des Comptes                                                                                   | Abdelkader Benmarouf                                    |
| Andorra                            | Tribunal de Comptes                                                                                | Carles Santacreu Coma                                   |
| Angola                             | Tribunal de Contas                                                                                 | Julião António                                          |
| Antigua und Barbuda                | Audit Department                                                                                   | Veronica Brown                                          |
| Äquatorialguinea                   | Direccion General de Control Financiero                                                            | Valeriano Nguema Obama                                  |
| Argentinien                        | Auditoría General de la Nación                                                                     | Leandro O. Despouy                                      |
| Armenien                           | Chamber of Control of the Republic of Armenia                                                      | Ishkhan Zakaryan                                        |
| Aserbaidschan                      | Chamber of Accounts                                                                                | Vügar Gülmammadov                                       |
| Äthiopien                          | Office of the Federal Auditor General                                                              | Gemechu Dubiso                                          |
| Australien                         | Australian National Audit Office                                                                   | Ian McPhee                                              |
| Bahamas                            | Department of the Auditor General                                                                  | Terrance Bastian                                        |
| Bahrain                            | National Audit Court                                                                               | Hassan Khalifa Al Jalahma                               |
| Bangladesch                        | Office of the Comptroller and Auditor General                                                      | Ahmed Ataul Hakeem                                      |
| Barbados                           | Auditor General’s Office                                                                           | Leigh E. Trotman                                        |
| Belarus                            | State Control Committee                                                                            | Alexander S. Yakobson                                   |
| Belgien                            | Rekenhof/Cour des Comptes                                                                          | Philippe Roland                                         |
| Belize                             | The Office of the Auditor General                                                                  | Dorothy Bradley                                         |
| Benin                              | Chambre des Comptes de la Cour Suprême                                                             | Aboudou Saliou                                          |
| Bhutan                             | Royal Audit Authority                                                                              | Dasho Ugen Chewang                                      |
| Bolivien                           | Contraloría General del Estado                                                                     | Gabriel Herbas Camacho                                  |
| Bosnien und Herzegowina            | Ured za reviziju institucija Bosne i Hercegovine                                                   | Milenko Sego                                            |
| Botswana                           | Office of the Auditor General                                                                      | Robby B. Sebopeng                                       |
| Brasilien                          | Tribunal de Contas da União                                                                        | Benjamin Zymler                                         |
| Brunei                             | Jabatan Audit/Audit Department                                                                     | Pengiran Haji Abdul Rahman bin Pengiran Haji Mat Salleh |
| Bulgarien                          | Smetna Palata                                                                                      | Valeriy Dimitrov                                        |
| Burkina Faso                       | Cour des Comptes                                                                                   | Bouraima Pierre Nebie                                   |
| Burundi                            | Inspection Générale de l’Etat                                                                      | Stany Nimpagaritse                                      |
| Chile                              | Contraloría General de la República                                                                | Dorothy Pérez Gutiérrez                                 |
| Volksrepublik China                | National Audit Office of the People’s Republic of China (CNAO)                                     | Liu Jiayi                                               |
| Cookinseln                         | Cook Islands Audit Office                                                                          | Allen Parker                                            |
| Costa Rica                         | Contraloría General de la República                                                                | Marta E. Acosta Zúniga                                  |
| Elfenbeinküste                     | Chambre des Comptes                                                                                | Moussa Kone                                             |
| Dänemark                           | Rigsrevisionen                                                                                     | Lone Lærke Strøm                                        |
| Deutschland                        | Bundesrechnungshof                                                                                 | Kay Scheller                                            |
| Dominica                           | Audit Department                                                                                   | Clarence Christian                                      |
| Dominikanische Republik            | Camara de Cuentas                                                                                  | Licelot Marte de Barrios                                |
| Dschibuti                          | Chambre des Comptes et de Discipline Budgétaire                                                    | Mohamed Ali Abdoulkader                                 |
| Ecuador                            | Contraloria General del Estado                                                                     | Carlos Ramón Pólit Faggioni                             |
| El Salvador                        | Corte de Cuentas de la República                                                                   | Marcos Gregorio Sánchez Trejo                           |
| Eritrea                            | Office of the Auditor General (OAG)                                                                | Berhane Habtemariam                                     |
| Estland                            | Riigikontroll                                                                                      | Mihkel Oviir                                            |
| Fidschi                            | Auditor - General’s Office                                                                         | Tevita Bolanavanua                                      |
| Finnland                           | National Audit Office of Finland                                                                   | Tuomas Pöysti                                           |
| Frankreich                         | Cour des Comptes                                                                                   | Didier Migaud                                           |
| Gabun                              | Cour des Comptes                                                                                   | Gilbert Ngoulakia                                       |
| Gambia                             | Auditor General’s Office                                                                           | Bubacarr Sankareh                                       |
| Georgien                           | State Audit Office of Georgia                                                                      | Lasha Tordia                                            |
| Ghana                              | Office of the Auditor General                                                                      | Richard Quartei Quartey                                 |
| Grenada                            | Audit Department                                                                                   | Anslem Joseph                                           |
| Griechenland                       | Court of Audit                                                                                     | Ioannis Karavokiris                                     |
| Guatemala                          | Contraloría General de Cuentas                                                                     | Nora Segura de Delcompare                               |
| Guinea                             | Cour des Comptes                                                                                   | Ansoumane Camara                                        |
| Guinea-Bissau                      | Tribunal de Contas                                                                                 | Francisco José Fadul                                    |
| Guyana                             | Office of the Auditor General                                                                      | Deodat Sharma                                           |
| Haiti                              | Cour Supérieure des Comptes et du Contentieux Administratif                                        | Georges Henry Pascal                                    |
| Honduras                           | Tribunal Superior de Cuentas                                                                       | Daysi Oseguera de Anchecta                              |
| Indien                             | Office of the Comptroller and Auditor General                                                      | Vinod Rai                                               |
| Indonesien                         | Badan Pemeriksa Keuangan                                                                           | Hadi Poernomo                                           |
| Irak                               | Board of Supreme Audit                                                                             | Abdul Basit Turki Saeed                                 |
| Iran                               | Divan-e-Mohasebat-e-Keshvar                                                                        | Abdulreza Rahmani Fazli                                 |
| Irland                             | Office of the Comptroller and Auditor General                                                      | Seamus McCarthy                                         |
| Island                             | Rikisdendurskodun                                                                                  | Sveinn Arason                                           |
| Israel                             | State Comptroller’s Office                                                                         | Joseph Shapira                                          |
| Italien                            | Corte dei conti                                                                                    | Raffaele Squitieri                                      |
| Jamaika                            | Audit Department                                                                                   | Pamela Monroe Ellis                                     |
| Japan                              | Kaikeikensain                                                                                      | Hiroyuki Shigematsu                                     |
| Jemen                              | Central Organization for Control and Auditing                                                      | Abdullah Abdullah Al-Sanafi                             |
| Jordanien                          | Divan Al Muhasabeh                                                                                 | Mustafa Al-Barari                                       |
| Kambodscha                         | National Audit Authority of Cambodia                                                               | Kim Suor Som                                            |
| Kamerun                            | Contrôle Supérieur de l’État                                                                       | Henri Eyebe Ayissi                                      |
| Kanada                             | Office of the Auditor General                                                                      | Michael Ferguson                                        |
| Kap Verde                          | Tribunal de Contas                                                                                 | Carlos da Luz Delgado                                   |
| Kasachstan                         | Accounts Committee for Control over Execution of the Republican Budget                             | Aslan Mussin                                            |
| Katar                              | Audit Bureau                                                                                       | Bin Hashim Al-Sada Ibrahim                              |
| Kenia                              | Kenya National Audit Office (KENAO)                                                                | Edward R. O. Ouko                                       |
| Kirgisistan                        | The Accounts Chamber of the Kyrgyz Republic                                                        | –                                                       |
| Kiribati                           | Kiribati National Audit Office                                                                     | Matereta Raiman                                         |
| Kolumbien                          | Contraloria General de la República                                                                | Sandra Morelli Rico                                     |
| Republik Kongo                     | Cour des Comptes et de Discipline Budgétaire                                                       | Jean Marie Olandzobo Ekobiyoa                           |
| Demokratische Republik Kongo       | Cour des Comptes                                                                                   | Ernest Izemengia Nsaa-Nsaa                              |
| Südkorea                           | Board of Audit and Inspection (BAI)                                                                | Hwang Chan-hyun                                         |
| Kroatien                           | Drzavni Ured za Reviziju                                                                           | Ivan Klešić                                             |
| Kuba                               | Contraloría General de la República de Cuba                                                        | Gladys María Bejerano Portela                           |
| Kuwait                             | State Audit Bureau                                                                                 | Abdulaziz Yousef Abdulwahab Al-Adsani                   |
| Laos                               | State Audit Organization                                                                           | Bouasy Lovanxay                                         |
| Lesotho                            | Office of the Auditor General                                                                      | Lucy L. Liphafa                                         |
| Lettland                           | Latvijas Republikas Valsts kontrole                                                                | Inguna Sudraba                                          |
| Libanon                            | Cour des Comptes                                                                                   | Aouny M. Ramadan                                        |
| Liberia                            | General Auditing Commission                                                                        | John S. Morlu                                           |
| Libyen                             | Audit Bureau                                                                                       | Ibrahim Hamad Balkir                                    |
| Liechtenstein                      | Finanzkontrolle des Fürstentums Liechtenstein                                                      | Cornelia Lang                                           |
| Litauen                            | Valstybės kontrolė                                                                                 | Giedrė Švedienė                                         |
| Luxemburg                          | Cour des Comptes                                                                                   | Marc Gengler                                            |
| Madagaskar                         | Chambre des Comptes                                                                                | Théodore Randrezason                                    |
| Malawi                             | National Audit Office                                                                              | R. A. Kampanje                                          |
| Malaysia                           | Jabatan Audit Negara                                                                               | Tan Sri Dato' Setia Haji Ambrin bin Buang               |
| Malediven                          | Auditor General’s Office                                                                           | Ibrahim Niyaz                                           |
| Mali                               | Contrôle Général des Services Publics                                                              | Amadou Gadiaga                                          |
| Malta                              | National Audit Office                                                                              | Anthony C. Mifsud                                       |
| Marokko                            | Cour des Comptes                                                                                   | Driss Jettou                                            |
| Marshallinseln                     | Office of the Auditor General                                                                      | Junior Patrick                                          |
| Mauretanien                        | Cour des Comptes de la République Islamique de Mauritanie                                          | Sow Adama Samba                                         |
| Mauritius                          | National Audit Office                                                                              | Rajun Jugurnath                                         |
| Mexiko                             | Auditoría Superior de la Federación                                                                | Juan M. Portal                                          |
| Föderierte Staaten von Mikronesien | Office of the Public Auditor                                                                       | Haser Hainrick                                          |
| Moldau                             | Curtea de Conturi a Republicii Moldova                                                             | Serafim Urechean                                        |
| Monaco                             | Commission Supérieure des Comptes de la Principauté                                                | James Charrier                                          |
| Mongolei                           | Mongolian National Audit Office (MNAO)                                                             | Radnaa Choijamts                                        |
| Montenegro                         | State Audit Institution of Montenegro                                                              | Miroslav Ivanišević                                     |
| Mosambik                           | Tribunal Administrativo                                                                            | Machatine Paulo Marrengane Munguambe                    |
| Myanmar                            | Office of the Auditor General of the Union                                                         | Thein Htaik                                             |
| Namibia                            | Office of the Auditor-General                                                                      | Junias Etuna Kandjeke                                   |
| Nauru                              | Audit Department                                                                                   | Bivash Ranjan Mondal                                    |
| Nepal                              | Office of the Auditor General                                                                      | Bimala Subedi                                           |
| Neuseeland                         | Office of the Controller and Auditor-General                                                       | Lyn Provost                                             |
| Nicaragua                          | Consejo Superior de la Contraloría General                                                         | Guillermo Argüello Poessy                               |
| Niederlande                        | Algemene Rekenkamer                                                                                | Saskia J. Stuiveling                                    |
| Niederländische Antillen           | Algemene Rekenkamer Nederlandse Antillen                                                           | Frederick H. Breedijk                                   |
| Niger                              | Cour Supréme                                                                                       | Hadji Nadgir                                            |
| Nigeria                            | Office of the Auditor-General for the Federation                                                   | Samuel T. Ukura                                         |
| Nordmazedonien                     | Drzaven zavod za revizija                                                                          | Tanja Tanevska                                          |
| Norwegen                           | Riksrevisjonen                                                                                     | Per-Kristian Foss                                       |
| Oman                               | State Audit Institution                                                                            | Shaikh Nassir bin Hilal bin Nasir al Maawali            |
| Österreich                         | Rechnungshof                                                                                       | Margit Kraker                                           |
| Pakistan                           | Office of the Auditor-General of Pakistan                                                          | Muhammad Akhtar Buland Rana                             |
| Palau                              | Office of the Public Auditor                                                                       | Satrunino Tewid                                         |
| Panama                             | Contraloría General de la República de Panamá                                                      | Gioconda Torres de Bianchini                            |
| Papua-Neuguinea                    | Auditor General’s Office                                                                           | Philip Nauga                                            |
| Paraguay                           | Contraloría General de la República                                                                | Oscar Rubén Velázquez Gadea                             |
| Peru                               | Contraloria General de la República                                                                | Fuad Khoury Z.                                          |
| Philippinen                        | Commission on Audit                                                                                | Gracia M. Pulido-Tan                                    |
| Polen                              | Najwyższa Izba Kontroli                                                                            | Krzysztof Kwiatkowski                                   |
| Portugal                           | Tribunal de Contas                                                                                 | Guilherme D’Oliveira Martins                            |
| Puerto Rico                        | Oficina del Contralor de Puerto Rico                                                               | Manuel Díaz Saldaña                                     |
| Ruanda                             | Office of the Auditor General                                                                      | Obadiah Biraro                                          |
| Rumänien                           | Curtea de Conturi a României                                                                       | Nicolae Văcăroiu                                        |
| Russland                           | Accounts Chamber of the Russian Federation (Schetnaya Palata)                                      | Sergey Vadimovich Stepashin                             |
| Salomonen                          | Office of the Auditor General                                                                      | Edward Jacob Ronia                                      |
| Sambia                             | Office of the Auditor General                                                                      | Anna O. Chifungula                                      |
| Samoa                              | Samoa Audit Office                                                                                 | Fuimaono Camillo Afele                                  |
| São Tomé und Príncipe              | Tribunal de Contas                                                                                 | José António Monte Cristo                               |
| Saudi-Arabien                      | General Auditing Bureau                                                                            | Osama Jafar Faqeeh                                      |
| Schweden                           | Riksrevisionen                                                                                     | Claes Norgren                                           |
| Schweiz                            | Eidgenössische Finanzkontrolle                                                                     | Michel Huissoud                                         |
| Senegal                            | Cour des Comptes                                                                                   | Abdou Bame Gueye                                        |
| Serbien                            | Drzavna revizorska institucija (DRI)                                                               | Radoslav Sretenović                                     |
| Sierra Leone                       | Audit Service Sierra Leone                                                                         | Lara Taylor-Pearce                                      |
| Simbabwe                           | Office of the Comptroller and Auditor General                                                      | Mildred Chiri                                           |
| Singapur                           | Auditor-General’s Office                                                                           | Lim Soo Ping                                            |
| Slowakei                           | Najvyssi kontrolny urad Slovenskej republiky                                                       | Ján Jasovský                                            |
| Slowenien                          | Racunsko Sodisce                                                                                   | Igor Soltes                                             |
| Somalia                            | Jalle Hantidhawraka-GUUD                                                                           | Hassine Abdullah Ali                                    |
| Spanien                            | Tribunal de Cuentas                                                                                | Ramón Álvarez de Miranda                                |
| Sri Lanka                          | Auditor General’s Department                                                                       | H.A.S. Samaraweera                                      |
| St. Kitts und Nevis                | National Audit Office                                                                              | Wesley Galloway                                         |
| St. Lucia                          | Office of the Director of Audit                                                                    | Averil James-Bonnette                                   |
| St. Vincent und die Grenadinen     | Audit Office                                                                                       | Dahalia Sealey                                          |
| Südafrika                          | Auditor-General of South Africa                                                                    | Terence Nombembe                                        |
| Sudan                              | General Auditing Chamber                                                                           | Abu bakr Abdalla Marin                                  |
| Suriname                           | Rekenkamer van Suriname                                                                            | O’Tilde Cornelly Felter                                 |
| Eswatini                           | Office of the Auditor General                                                                      | Phestecia Themba Nxumalo                                |
| Syrien                             | The Central Organization of Financial Control                                                      | Ahmad Zaitoun                                           |
| Tansania                           | National Audit Office                                                                              | Ludovick S.L. Utouh                                     |
| Thailand                           | Office of the Auditor General of Thailand                                                          | Pisit Leelavachiropas                                   |
| Osttimor                           | Câmara de Contas do Tribunal Superior Administrativo, Fiscal e de Contas                           | Deolindo dos Santos                                     |
| Togo                               | Inspection Générale d’Etat                                                                         | Kossi Gnandi                                            |
| Tonga                              | Audit Department                                                                                   | Pohiva Tuʻiʻonetoa                                      |
| Trinidad und Tobago                | Auditor General’s Department                                                                       | Sharman Ottley                                          |
| Tschad                             | Chambre des Comptes à la Cour Suprême                                                              | Abderahim Bireme                                        |
| Tschechien                         | Nejvyssi kontrolni Urad                                                                            | Miloslav Kala                                           |
| Tunesien                           | Cour des Comptes                                                                                   | Abdelkader Zgoulli                                      |
| Türkei                             | Sayistay Baskanligi                                                                                | Recai Akyel                                             |
| Tuvalu                             | Office of the Auditor General                                                                      | Isaako Kutiolo Kine                                     |
| Uganda                             | Office of the Auditor General                                                                      | John Muwanga                                            |
| Ukraine                            | Accounting Chamber of Ukraine                                                                      | Roman Maguta                                            |
| Ungarn                             | Allami Számvevöszék                                                                                | László Domokos                                          |
| Uruguay                            | Tribunal de Cuentas de la República                                                                | Siegbert Rippe Kaiser                                   |
| Vanuatu                            | The Auditor General’s Office                                                                       | Julie-Ann Voteri Rovo Sumbetovi                         |
| Vatikanstadt                       | Praefectura Rerum Oeconomicarum Sanctae Sedis                                                      | Giuseppe Versaldi                                       |
| Venezuela                          | Contraloria General de la República                                                                | Adelina González                                        |
| Vereinigte Arabische Emirate       | State Audit Institution                                                                            | Harib Saeed Al Amimi                                    |
| Vereinigte Staaten                 | Government Accountability Office                                                                   | Gene Dodaro                                             |
| Vereinigtes Königreich             | National Audit Office                                                                              | Amyas Morse                                             |
| Vietnam                            | Office of the State Audit                                                                          | Dinh Tien Dung                                          |
| Zentralafrikanische Republik       | Inspection Général d’Etat                                                                          | Mahdi Mohamed Marboua                                   |
| Zypern                             | Audit Office of the Republic                                                                       | Chrystalla Georghadji                                   |

## Supranationale Mitglieder
Das einzige supranationale Mitglied ist der Europäische Rechnungshof.

## Beobachter
Zusätzlich zu den Mitgliedern gibt es auch andere Organisationen im INTOSAI, welche einen Beobachterstatus verliehen bekommen haben:
- Association des Institutions Supérieures de Contrôle Ayant en Commun l’usage du français (AISCCUF)
- Organisation der ORKB der Gemeinschaft Portugiesisch sprechender Länder (CPLP)
- The Institute of Internal Auditors (IIA)
- Weltbank

## Quelle
- Intosai: Mitgliederverzeichnis